# Gardeners Green
Gardeners Green – osada w Anglii, w hrabstwie ceremonialnym Berkshire, w dystrykcie (unitary authority) Wokingham. Leży 13 km na południowy wschód od centrum miasta Reading i 50 km na zachód od centrum Londynu.